# Legia Warschau (Eishockey)
Legia Warschau ist eine polnische Eishockeymannschaft aus Warschau, welche 1927 gegründet wurde. Die dem gleichnamigen Sportverein angehörende Eishockeyabteilung spielt in der Saison 2012/13 in der zweitklassigen I liga.

## Geschichte

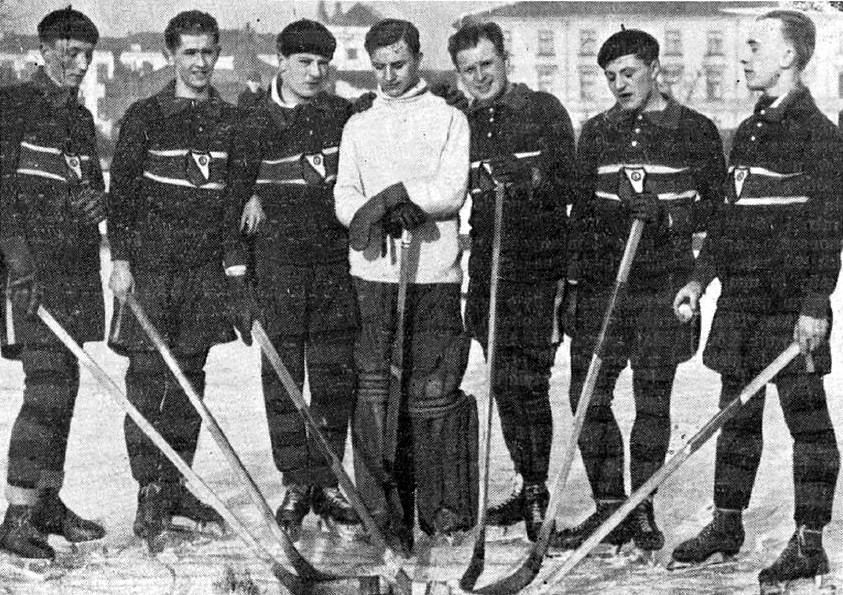
Legia Warschau (1928)

Die Eishockeyabteilung von Legia Warschau wurde 1927 gegründet. Der erste größere Erfolg der Mannschaft war der Gewinn des polnischen Meistertitels in der Saison 1932/33, als der polnische Eishockeyverband PZHL Legia gemeinsam mit dem punktgleichen Pogoń Lwów zum Landesmeister ernannte. In der Folgezeit nahm die Mannschaft nur selten an der polnischen Meisterschaft teil, ehe sie in den 1950er und 1960er Jahren das polnische Eishockey dominierte, als Legia innerhalb von 17 Jahren zwölf Meistertitel gewann. In den 1970er Jahren konnte Legia nicht mehr an diese Erfolge anknüpfen und stieg zwei Mal in die I liga ab, jeweils gefolgt vom sofortigen Wiederaufstieg in die Ekstraliga. Nach dem erneuten Abstieg in der Saison 1980/81 wurde die Eishockeyabteilung aufgrund finanzieller Probleme zwischenzeitlich aufgelöst. Nach über zwei Jahrzehnten wurde diese 2005 reaktiviert und spielt seither in der zweitklassigen I liga.

## Erfolge
- Polnischer Meister (13×): 1933, 1951, 1952, 1953, 1954, 1955, 1956, 1957, 1959, 1961, 1963, 1964 und 1967